# Litteratur på interlingua
Litteraturen på Interlingua är samlingen av skrivna ord på det konstgjorda språket Interlingua.
Alexander Gode hade en mycket begränsad uppfattning om de möjliga eller önskvärda användningsområdena för Interlingua. Hans arv består huvudsakligen av flera hundra sammanfattningar på Interlingua av vetenskapliga artiklar från 1950- och 1960-talen, samt två små novellsamlingar… utan större litterärt värde. De första verken som skrevs på Interlingua var läroböcker för att lära sig språket, såsom Interlingua-English Dictionary och A Brief Grammar of Interlingua for Readers, båda publicerade 1954. Dessa följdes samma år av Interlingua a Prime Vista och, ett år senare, av Interlingua: A Grammar of the International Language, denna gång skriven av Gode och Blair.
Redan 1960 började Eric Ahlström översätta och redigera häften med skönlitteratur i sin serie Scriptores scandinave in INTERLINGUA: Episodio con perspectiva (Harald Herdal, 1960); Un desertor (Bo Bergman, 1961); och Le nove vestimentos del imperator (H.C. Andersen, 1961).
En av de mest produktiva författarna på Interlingua var svensken Sven Collberg (1919–2003). Hans första publikation på Interlingua, Alicubi-Alterubi, var ett häfte med 18 originaldikter. Samma år gav han ut Cunate tu es a mi mar, en bok med 100 dikter översatta från språk över hela världen och från poesi från det förflutna fram till hans egen tid. Andra verk av samma författare inkluderar Inter le stellas (1975), Le prince e altere sonetos (1977), Lilios, Robores (1979), Prosa (1980) och Versos grec (1987).
Under 1970-talet publicerade Carolo Salicto Volo asymptotic (1970), en samling originaldikter och två översättningar. Celestina le gallina del vicina och Hannibalo le gallo del vicino gavs ut 1971. Sju sagor av H.C. Andersen översattes 1975. Även under detta årtionde publicerade Alexander Gode Un dozena de breve contos (1975), och Sven Collberg publicerade översättningen av det tidigare nämnda Inter le stellas, ett verk av Casemir Wishlace.
Alexander Gode publicerade Dece Contos år 1983.
Under 1990-talet gjordes många översättningar, såsom Le familia del antiquario av Carlo Goldoni, översatt 1993, och Le Albergatrice, av samma författare, översatt två år senare. Andra verk som översattes under detta årtionde inkluderar Contos e historias av H.C. Andersen (översatt 1995) och Le pelegrinage de Christiano av John Bunyan (1994).
Vicente Costalago publicerade den originala novellen Juliade 2022, följd av Poemas, också publicerad samma år. Kilglan, av samma författare, publicerades 2023.
I nummer 46 av Posta Mundi, från mars 2025, publicerade Eduardo Ortega, även känd som Le Canario Interlinguista, Sonetto del depression ("Depressionens sonett"), där även Ad su prude dama ("Till hans blyga dam") av Andrew Marvell förekom, översatt av Martin Lavallée, som också översatte Le Albatros ("Albatrossen") av Charles Baudelaire.

### Originalverk
- Breinstrup, Thomas (2013) Mysterios in Mexico - un novella criminal
- Costalago, Vicente (2020) Le dece-duo travalios de Heracles
- Costalago, Vicente (2022) Juliade
- Costalago, Vicente (2022) Poemas
- Hak, Esbern (1996) Paletta: dece-duo novellas original
- Scriptor, Marcus (2015) Le polyglotto involuntari e altere contos
- Soreto, Carlos (2020) Anthologia Litterari
- Costalago, Vicente (2023) Kilglan

### Översättningar[3]
| - Andersen, H. C. (1975) Septe contos - Andersen, H. C. (1995) Contos e historias - Andersen, H.C. (1961) Le nove vestimentos del imperator - Baldwin, James (2022) Robinson Crusoe scribite de novo pro infantes - Bang, Herman (1994) Tres novellas - Arseneault, Daniel (2023) Le torno del mundo in octanta dies - Bunyan, John (1994) Le pelegrinage de Christiano - Buzzati, Dino (1992) Tres novellas - Collberg, Sven (1975) Alicubi, alterubi - Collberg, Sven (1977) Le Prince e altere sonettos - Collberg, Sven (1978) Pandora. Scenas mythic in interlingua - Collberg, Sven (1980) Prosa Pensatas breve e longe in interlingua - Collodi, Carlo (2018) Pinocchio - Daudet, Alphonse (2013) Litteras de mi molino - Doyle, Arthur Conan (2014) Le grande experimento de Keinplatz - Enfors, Erik (2020) Tres contos per Selma Lagerlöf | - Frank, Sven (2012) Contos in Interlingua - Gibran, Khalil (2019) Le Propheta - Gode, Alexander (1983) Dece Contos, Beekbergen. - Goldoni, Carlo (1995) Le Albergatrice - Goldoni, Carlo (1993) Le familia del antiquario - Le Fanu, Joseph Sheridan (2015) Contos de phantasmas - Leblanc, Maurice (2014) Arsène Lupin - le fur gentilhomine - Leroux, Gaston (2014) Duo historias terrificante - Macovei, Toma (2019) Ab le auro spiritual del scena e del schermo II - Notarstefano, Italo (2019) Facile contos 1 – contos del humor - Notarstefano, Italo (2019) Facile contos 2 – contos del mysteri - Poe, Edgar Allan (2013) Le Barril de Amontillado, traducite per Patricio Negrete - Poe, Edgar Allan (2013) Le homicidios in le Rue Morgue - Quiroga, Horacio (2013) Contos del foreste - Söderberg, Hjalmar (2012) Le joco seriose - Tchekhov, Anton (2006) 11 contos |